# Jotosanur
Jotosanur is een bestuurslaag in het regentschap Lamongan van de provincie Oost-Java, Indonesië. Jotosanur telt 3840 inwoners (volkstelling 2010).